# Cymus elegans
Espèce
Cymus elegans est une espèce d'insectes de l'ordre des hémiptères, du sous-ordre des hétéroptères (punaises), de la famille des Cymidae et de la sous-famille des Cyminae.
Elle est trouvée en Corée.